# 2. Klavierkonzert (Beethoven)
Das Klavierkonzert Nr. 2, B-Dur, op. 19 ist ein frühes Klavierkonzert von Ludwig van Beethoven. Einerseits orientiert sich Beethoven hier noch an den frühen Vorbildern der Wiener Klassik, andererseits lässt sich hier schon seine spätere Handschrift erkennen.

## Entstehung
Das Werk entstand zwischen 1788 und 1801 und war eigentlich Beethovens erstes Klavierkonzert, da es vor dem 1. Klavierkonzert entstand. Beethoven schrieb beide Werke zunächst für den eigenen Gebrauch und stellte sich u. a. mit diesen Werken einer breiten Öffentlichkeit als Pianist und Komponist vor. Auch dieses Konzert steht dem Vorgänger Mozart noch nah, ohne Beethovens eigenen Stil zu verleugnen.
Besetzung: Solo-Piano, Flöte, 2 Oboen, 2 Fagotte, 2 Hörner und Streicher

## Zur Musik

### 1. Satz: Allegro con brio
Das Orchester leitet den ersten Satz mit einem aus zwei gegensätzlichen Motiven bestehenden Hauptthema ein. Das erste gibt sich rhythmisch-markant und energisch in Forte, das zweite Motiv ist von kantablerer Natur und breitet sich weiträumig aus. Der Übergang zum zweiten Thema erfolgt nun mit einem überraschenden Ruck von C nach Des, was auch für den späteren Beethoven charakteristisch ist. Dieses Thema steht nun auch in Des-Dur und ist gesanglicher Natur, mit einer verzierten Melodik. Durch dieses Thema setzt sich ein eher lyrischer Zug im ganzen Satz durch, welcher sich auch in der Gestaltung des Klavierparts widerspiegelt, der weniger virtuos als im 1. Klavierkonzert ist.
Die häufige Verwendung der Chromatik im ganzen Satz erinnert oftmals noch an Mozart.

### 2. Satz: Adagio
Das Adagio gibt sich als träumerischer Variationssatz. Die Ausdruckskraft der musikalischen Gedanken reichen zwar kaum an den Mittelsatz des 1. Klavierkonzertes heran, dennoch enthält der Satz eine Fülle poesievoller Bilder. Die Variationen sind durchaus reichhaltig durch das Soloklavier verziert und figuriert.

### 3. Satz: Rondo, allegro molto
Das Soloklavier stellt das Hauptthema des Schlussrondos vor. Auffällig ist hierbei die Betonung des zweiten Taktteils, was einen sprunghaften und forschen Charakter zur Folge hat. Im Mittelteil folgt eine effektvolle Rückung des Hauptthemas nach Moll, welche den sprunghaften Duktus der Thematik beibehält.

## Wirkung
Das Klavierkonzert wurde am 29. März 1795 in Wien mit Beethoven als Solisten uraufgeführt. Beethoven selbst zählte dieses Konzert nicht zu seinen besten Werken und arbeitete es in den Jahren 1794/95, 1798 sowie 1801 um. Seine endgültige Gestalt fand das Werk in der Drucklegung im Jahre 1801, zusammen mit dem 1. Klavierkonzert. Beethoven fügte dennoch 1809 für Erzherzog Rudolph eine Kadenz hinzu.
Das Werk tritt heute in Popularität und Aufführungshäufigkeit etwas hinter Beethovens andere Klavierkonzerte zurück. Das 1. Klavierkonzert, welches zusammen mit dem 2. Klavierkonzert die frühen Konzerte Beethovens darstellt, wird oftmals höher angesehen und öfter aufgeführt. Dennoch ist das Werk, auf Grund seiner unbestrittenen Qualitäten, auch heute noch in den Konzertsälen vertreten.